# Antonius Annianus
Antonius Annianus (sein Praenomen ist nicht bekannt) war ein im 2. Jahrhundert n. Chr. lebender Angehöriger des römischen Ritterstandes (Eques).
Durch ein Militärdiplom, das auf den 10. März 155 datiert ist, ist belegt, dass Annianus 155 Kommandeur der Cohors II Mattiacorum war, die zu diesem Zeitpunkt in der Provinz Thracia stationiert war.